# 김성배 (1961년)
김성배(金成培, 1961년 6월 3일 ~ )은 대한민국의 제4대 전라북도 김제시의원이었다.

## 학력
- 금구국민학교 62회 졸업
- 금구중학교 4회 졸업
- 전주상업고등학교 37회 졸업
- 전북대학교 인문대학 불어불문학과 4년 졸업

## 경력
- 1998 ~ 1999 금구중학교 총동창회 부회장
- 대우자동차 서울특별시 근무
- 지평선 김제21 호나경지속분과 위원
- 새천년민주당 전북도당 김제시 금구면 청년위원회 위원장
- 새천년민주당 전북도당 김제시 금구면 발전특별위원회 위원장
- 2002.07 ~ 2006.06 제4대 전라북도 김제시의회 의원
- 2002.07 ~ 2004.07 제4대 전라북도 김제시의회 전반기 운영위원회 간사
- 2002.07 ~ 2004.07 제4대 전라북도 김제시의회 전반기 산업개발위원회 위원
- 2002.07 ~ 2004.07 제4대 전라북도 김제시의회 전반기 예산결산특별위원회 간사
- 2004.07 ~ 2006.06 제4대 전라북도 김제시의회 후반기 운영위원회 위원
- 2004.07 ~ 2006.06 제4대 전라북도 김제시의회 후반기 산업개발위원회 위원
- 2004.07 ~ 2006.06 제4대 전라북도 김제시의회 후반기 예산결산특별위원회 위원장
- 김제시 건축심의위원
- 한국대학생불교연합회 제17년차 전라북도 지부장
- 민주당 전북도당 지방차치위원회 부위원장
- 민주당 전북도당 청년특별위원회 부위원장
- 민주당 전북도당 김제시 운영국장
- 김제시 지역혁신협의회 위원
- 김제시 금구면 주민자치위원회 위원장
- 2014 ~ 2015 김제시 사회단체 보조금 심의위원
- 2015 김제시 투자·융자 심사위원
- 김제시 주민참여예산위원회 위원
- 김제시 금구면 상학마을 이장

## 역대 선거 결과
|  | 37.60% |

|  | 11.79% |

|  | 10.39% |

|  | 31.42% |